# Missa brevis n.º 7 (Mozart)
La Missa brevis n.º 7 en do mayor, K. 258, también conocida como Spaurmesse o como Misa Piccolomini (no por la noble familia de Siena, los Piccolomini, sino debido a que los músicos de la corte de Praga la llamaban piccola missa, una misa corta o pequeña, y el término acabó degradándose hasta llegar a la denominación actual), es una missa brevis compuesta por Wolfgang Amadeus Mozart en 1776.

## Historia
La misa fue escrita por Mozart en 1776 con ocasión de la consagración de Ignaz von Spaur (de ahí el sobrenombre de la obra) como arzobispo de Salzburgo. Posteriormente, el músico y compositor de la corte Antonio Salieri la dirigió el domingo 28 de agosto de 1791, en presencia del propio Mozart, como parte del programa musical para festejar la coronación del emperador Leopoldo II en Praga.
La partitura autógrafa de esta obra ha sido hallada recientemente en el Archivio del Duomo de Bresanona. El lugar en el que se ha producido el hallazgo «permite deducir con certeza que la Misa Piccolomini es la KV 257». Anteriormente, esta misa era clasificada en el catálogo de la obra mozartiana como la misa KV 257 o KV 258, o bien como la KV 262. Ya en 1987, el musicólogo británico Alan Tyson llegó a la conclusión de que tal partitura debía ser más bien la KV 257, y el reciente descubrimiento lo confirma.